# Шампињи сир Вед
Шампињи сир Вед (фр. Champigny-sur-Veude) је насељено место у Француској у региону Центар, у департману Ендр и Лоара.
По подацима из 2011. године у општини је живело 853 становника, а густина насељености је износила 52,72 становника/km².

## Демографија
| 1962. | 1968. | 1975. | 1982. | 1990. | 2011. |
| ----- | ----- | ----- | ----- | ----- | ----- |
| 899   | 782   | 845   | 950   | 859   | 853   |